# 卡南 (康乃狄克州村落)
卡南（英語：Canaan）是位於美國康乃狄克州利奇菲爾德縣的一個村落與人口普查指定地區。

## 地理
卡南的座標為42°01′44″N 73°19′52″W / 42.02889°N 73.33111°W，而該地最高點為海拔高度200米（即656英尺）。

## 人口
根據2010年美國人口普查的數據，卡南的面積為0.61平方千米，當中陸地面積為0.61平方千米，而水域面積為0.00平方千米。當地共有人口1,212人，而人口密度為每平方千米1,986人。